# 关山辽墓
关山辽墓是位于中国辽宁省阜新市阜新蒙古族自治县大巴镇的辽朝萧和家族墓地。萧和是辽圣宗皇后蕭耨斤的父亲。